# Retro Replay Cartridge
Das Retro Replay Cartridge ist ein Steckmodul für den Heimcomputer C64. Das Modul wird von der deutschen Firma Individual Computers aus Aachen vertrieben. Das Steckmodul ist eine Weiterentwicklung des „Action Replay“-Moduls für den C64, bietet aber eine Reihe von weiteren Funktionen an.
Wie das Action Replay Cartridge kann das Steckmodul komplette Spielstände einfrieren und speichern. Des Weiteren kann der Speicher eines laufenden Spieles manipuliert werden um zusätzliche Leben, unendliche Waffen oder Ähnliches zu bekommen. Zusätzlich bietet das Retro Replay Cartridge 32K RAM und 128K für ROM (2x64K für zwei unterschiedliche Module, umschaltbar per Schalter), einen Amiga-Clockport für Erweiterungsmodule wie dem Ethernetinterface RR-net oder der High-Speed RS232-Schnittstelle „Silver Surfer“, Turbo Assembler Makro im Flash und Grafik-Ripper für KoalaPainter und Bitmap.
Viele Fehler des originalen Action Replays wurden ausgemerzt, überflüssige Funktionen wurden durch sinnvollere ersetzt. Auf das Retro Replay Modul können auch andere Module geflasht werden, beispielsweise das Final Replay, eine Weiterentwicklung des insbesondere in Deutschland populären Final Cartridge.